# گونتر رادوش
گونتر رادوش (زاده ۱۱ نوامبر ۱۹۱۲ - مرگ ۲۹ ژوئیه ۱۹۸۸) درشهر شوتز، لهستان به دنیا آمد.۲۲ ساله بود که به واحد
لوفت وافه پیوست. گونتر رادوش ششمین خلبان برجسته اسکادرانهای پرواز شب محسوب می شد. اسکادرانهایی که برای پرواز شبانه آموزش دیده بودند. او در واحدهای NJG ۳ و NJG5 خدمت نمود که همگی واحدهای رزمی شبانه بودنداو موفق شد ۶۵ پیروزی هوایی را کسب کند. رادوش در ۱۹۸۸ میلادی در آلمان درگذشت.